# Tommaso Arezzo

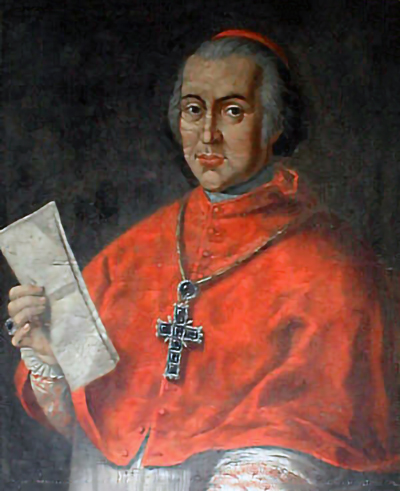
Tommaso Kardinal Arezzo

Tommaso Arezzo (* 16. Dezember 1756 in Orbetello, Italien; † 3. Januar 1833 in Rom) war ein Kardinal der Römischen Kirche.

## Leben
Er stammte aus einer Bologneser Patrizierfamilie und war der Sohn des Marchese Orazio Arezzo und dessen Ehefrau Maria Fitzgerald Browne aus dem irischen Adelshaus der Dukes of Linster. Bei der Taufe, die er noch am Tag seiner Geburt empfing, erhielt er die Vornamen Tommaso Maria Raimondo Leopoldo.
Tommaso Arezzo begann seine Studien am Collegio Nazareno in Rom und besuchte dann ab 1777 die Akademie für den kirchlichen Adel, wo er Diplomatie, kanonisches und weltliches Recht studierte. An der Universität La Sapienza wurde er zum Doctor iuris utriusque promoviert. Bereits 1773 war er als 16-Jähriger Dekan an der Kathedrale von Girgenti (Agrigent) geworden. Am 23. Februar 1781 trat er dem Souveränen Malteserorden bei und wurde am 31. März desselben Jahres Referendar bei den Tribunalen der Apostolischen Signatur. Zum Apostolischen Protonotar aufgestiegen, war er von 1785 bis 1790 Vize-Legat in Bologna, bis er am 30. März 1790 zum Gouverneur von Fermo berufen wurde. Ab dem 18. August 1794 Gouverneur der Marken, musste er am 5. Januar 1797 vor den während des Ersten Koalitionskrieges heranrückenden französischen Truppen fliehen. Vom 7. Februar bis zum 31. März 1787 war er ad interim Gouverneur von Perugia.
Am 13. März 1802 empfing er die Weihe zum Subdiakon, tags darauf die Diakonen- und am 19. März 1802 die Priesterweihe. Am 29. März desselben Jahres wurde er zum Titularerzbischof von Seleucia in Isauria ernannt. Die Bischofsweihe spendete ihm am 4. April 1802 in der römischen Kirche Sant’Agnese in Piazza Navona Kardinal Giuseppe Maria Doria Pamphilj; Mitkonsekratoren waren die Erzbischöfe Camillo Campanelli und Bernardo Sinibaldi. Tommaso Arezzo wurde 1802 auf eine diplomatische Mission nach Russland entsandt, um eine Annäherung der orthodoxen Kirche an Rom zu erreichen.
Vom 22. April 1808 bis zum 6. September 1808 war Tommaso Arezzo Pro-Gubernator von Rom, als napoleonische Truppen in Rom einmarschierten. 1809 wurde er von den Franzosen festgesetzt und nach Florenz gebracht, später wurde er nach Novara und schließlich nach Bastia (Korsika) deportiert. Von dort entkam er 1813 und wandte sich nach Sardinien. Im Jahr 1814 nahm er wieder eine Position im Heiligen Offizium ein.
Papst Pius VII. ernannte ihn im Konsistorium vom 8. März 1816 zum Kardinalpriester und verlieh ihm am 11. März desselben Jahres den Kardinalshut sowie am 29. April 1816 die Titelkirche San Pietro in Vincoli. Am 6. September 1816 wurde Tommaso Arezzo zum Apostolischen Legaten in Provinz und Stadt Ferrara ernannt, dies wurde im April 1829 bestätigt. Am 29. Mai 1820 wurde er Kardinalbischof des suburbikarischen Bistums Sabina. Er nahm am Konklave 1823 teil, das Annibale della Genga als Papst Leo XII. wählte. Er gehörte dabei zur Gruppe der moderati, die Della Gengas Wahl zu blockieren suchte. Ebenso war er Teilnehmer am Konklave 1829, aus dem Pius VIII. als Papst hervorging. Vom 5. Juli 1830 bis zu seinem Tode war Tommaso Arezzo Vizekanzler der Heiligen Römischen Kirche. Am 5. Juli 1830 erhielt er in commendam die Titelkirche San Lorenzo in Damaso. Wiederum war er unter den Papstwählern beim Konklave 1830–1831, das Gregor XVI. auf den Stuhl Petri erhob.
Tommaso Arezzo starb am 3. Februar 1833 in Rom und wurde in der Kirche San Lorenzo in Damaso beigesetzt, wo zuvor auch die Begräbnisfeier in Anwesenheit von Papst Gregor XVI. stattgefunden hatte.